# Ennio Morricone
Ennio Morricone OMRI (Roma, 10 de novembro de 1928 – Roma, 6 de julho de 2020) foi um compositor, arranjador e maestro italiano que escreveu músicas em diversos estilos. Morricone compôs mais de 400 partituras para cinema e televisão, além de mais de 100 obras clássicas. Sua trilha sonora para The Good, the Bad and the Ugly (1966) é considerada uma das trilhas sonoras mais influentes da história e foi introduzida no Grammy Hall of Fame. Sua filmografia inclui mais de 70 filmes premiados, todos os filmes de Sergio Leone desde A Fistful of Dollars, todos os filmes de Giuseppe Tornatore desde Cinema Paradiso, A Batalha de Argel, Animal Trilogy de Dario Argento, 1900, Exorcist II, Days of Heaven, vários filmes importantes no cinema francês, em particular a trilogia de comédia La Cage aux Folles I, II, III e Le Professionnel, bem como The Thing, The Mission, The Untouchables, Mission to Mars, Bugsy, Disclosure, In the Line of Fire, Bulworth, Ripley's Game and The Hateful Eight.
Depois de tocar trompete em bandas de jazz na década de 1940, tornou-se arranjador de estúdio para a RCA Victor e, em 1955, começou a escrever fantasmas para cinema e teatro. Ao longo de sua carreira, compôs músicas para artistas como Paul Anka, Mina, Milva, Zucchero e Andrea Bocelli. De 1960 a 1975, Morricone ganhou fama internacional por compor músicas para Westerns e — com uma estimativa de 10 milhões de cópias vendidas — Era uma vez no Oeste é uma das partituras mais vendidas em todo o mundo. De 1966 a 1980, ele foi um membro principal do Il Gruppo, um dos primeiros coletivos de compositores experimentais, e em 1969 foi co-fundador do Forum Music Village, um prestigiado estúdio de gravação.
A partir da década de 1970, Morricone se destacou em Hollywood, compondo para prolíficos diretores americanos como Don Siegel, Mike Nichols, Brian De Palma, Barry Levinson, Oliver Stone, Warren Beatty, John Carpenter e Quentin Tarantino. Em 1977, ele compôs o tema oficial da Copa do Mundo da FIFA de 1978. Ele continuou a compor músicas para produções europeias, como Marco Polo, La piovra, Nostromo, Fateless, Karol e En mai, fais ce qu'il te plait. A música de Morricone foi reutilizada em séries de televisão, incluindo The Simpsons e The Sopranos, e em muitos filmes, incluindo Inglourious Basterds e Django Unchained. Ele também marcou sete Westerns por Sergio Corbucci, a duologia Ringo de Duccio Tessari e The Big Gundown de Sergio Sollima e Face to Face. Morricone trabalhou extensivamente para outros gêneros de filmes com diretores como Bernardo Bertolucci, Mauro Bolognini, Giuliano Montaldo, Roland Joffé, Roman Polanski e Henri Verneuil. Sua aclamada trilha sonora de The Mission (1986) foi certificada em ouro nos Estados Unidos. O álbum Yo-Yo Ma Plays Ennio Morricone ficou 105 semanas nos álbuns clássicos da Billboard.
As composições mais conhecidas de Morricone incluem "The Ecstasy of Gold", "Se Telefonando", "Man with a Harmonica", "Here to You", o single número 2 do Reino Unido "Chi Mai", "Oboé de Gabriel" e "E Più Ti Penso ". Em 1971, ele recebeu uma "Targa d'Oro" por vendas mundiais de 22 milhões e até 2016 Morricone havia vendido mais de 70 milhões de registros em todo o mundo. Em 2007, ele recebeu o Óscar Honorário "por suas magníficas e multifacetadas contribuições à arte da música cinematográfica". Ele foi indicado para mais seis Oscars. Em 2016, Morricone recebeu seu primeiro Oscar competitivo por sua pontuação no filme de Quentin Tarantino, The Hateful Eight, na época se tornando a pessoa mais velha a ganhar um Oscar competitivo. Suas outras realizações incluem três Grammy Awards, três Globos de Ouro, seis BAFTAs, dez David di Donatello, onze Nastro d'Argento, dois European Film Awards, o Golden Lion Honorary Award e o Polar Music Prize em 2010. Morricone influenciou muitos artistas de classificação de filmes para outros estilos e gêneros, incluindo Hans Zimmer, Danger Mouse, Dire Straits, Muse, Metallica e Radiohead.

## Primeiros anos
Morricone nasceu em Roma, filho de Libera Ridolfi e Mario Morricone, músico. Sua família veio de Arpino, perto de Frosinone. Morricone, que tinha quatro irmãos, Adriana, Aldo (que morreu acidentalmente antes de completar quatro anos de idade, devido à babá dele tê-lo alimentado erroneamente com cerejas, às quais ele era severamente alérgico), Maria e Franca moravam em Trastevere, no centro de Roma, com os parentes. Mario, seu pai, tocava trompete e trabalhava profissionalmente em diferentes orquestras de música leve, enquanto sua mãe Libera montou uma pequena empresa têxtil.

### Educação clássica
Seu primeiro professor foi o pai, que o ensinou a ler música e também a tocar vários instrumentos. Compelido a tocar trompete, entrou na Accademia Nazionale di Santa Cecilia, para ter aulas sob a orientação de Umberto Semproni.

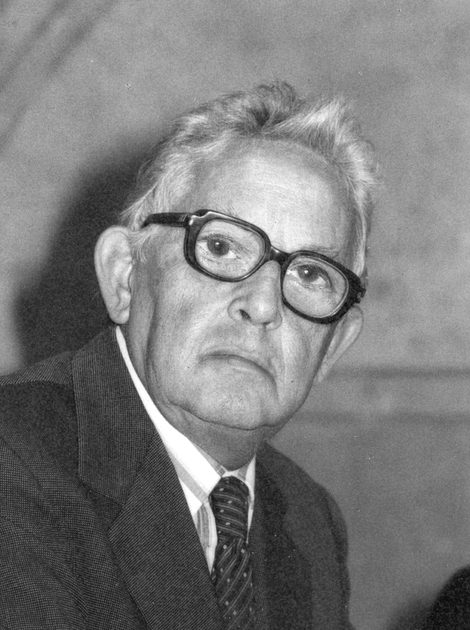
Goffredo Petrassi, professor de Morricone

Morricone entrou formalmente no conservatório em 1940 aos 12 anos, participando de um programa de harmonia de quatro anos. Ele completou em seis meses. Estudou trompete, composição e música coral, sob a direção de Goffredo Petrassi, que o influenciou — desde então, dedica suas peças de concerto a Petrassi. Em 1941, foi escolhido entre os estudantes da Academia Nacional de Santa Cecília para fazer parte da Orquestra da Ópera, dirigida por Carlo Zecchi, por ocasião de uma excursão pela região de Veneto. Em 1946, recebeu seu diploma em trompete. Depois que se formou, continuou a trabalhar na composição e arranjos clássicos.
Embora Morricone tenha recebido o Diploma de Instrumentação para Arranjo de Bandas (fanfarra) com uma nota de 9/10 em 1952, seus estudos foram concluídos no Conservatório de Santa Cecília em 1954 com a obtenção de um 9.5 / 10 final em seu Diploma de Composição sob Petrassi.

## Carreira

### Primeiras composições
Morricone escreveu suas primeiras composições quando tinha seis anos e foi incentivado a desenvolver seus talentos naturais. Em 1946, ele compôs "Il Mattino" ("The Morning") para voz e piano em um texto de Fukuko, primeiro em um grupo de sete "juventude" Lieder.
Nos anos seguintes, ele continuou a escrever música para o teatro e a música clássica para voz e piano, como "IMITAZIONE", baseado em um texto do poeta italiano Giacomo Leopardi, "Intimità", baseado em um texto de Olinto Dini , "Distacco I" e "Distacco II" com palavras de R. Gnoli, "oboe sommerso" para barítono e cinco instrumentos com palavras do poeta Salvatore Quasimodo e "Verrà la Morte", para alto e piano, baseado em um texto do romancista Cesare Pavese.
Em 1953, Morricone foi convidado por Gorni Kramer e Lelio Luttazzi para escrever um arranjo para alguns Medleys em um estilo americano para uma série de programas de rádio noturnos. O compositor continuou com a composição de outras peças clássicas 'sérias', demonstrando assim a flexibilidade e o ecletismo que sempre foram parte integrante de seu caráter. Muitas composições de orquestra e câmara datam, de fato, a partir do período entre 1954 e 1959: Musica per archi e pianoforte (1954), Invenzione, Canone e Ricercare per piano; Sestetto per flauto, oboe, fagotto, violino, viola, e violoncello (1955), Dodici Variazione per oboe, violoncello, e piano; Trio per clarinetto, corno, e violoncello; Variazione su un tema di Frescobaldi (1956); Quattro pezzi per chitarra (1957); Distanze per violino, violoncello, e piano; Musica per undici violini, Tre Studi per flauto, clarinetto, e fagotto (1958); e o Concerto per orchestra (1957), dedicado a seu professor Goffredo Petrassi.
Morricone logo ganhou popularidade escrevendo sua primeira música de fundo para dramas de rádio e rapidamente se mudou para o filme.

## Vida pessoal
Em 13 de outubro de 1956, Morricone se casou com Maria Travia, que conheceu em 1950. Ela escreveu letras para complementar as peças de seu marido e seus trabalhos incluem os textos em latim para The Mission. Eles tiveram três filhos e uma filha: Marco (1957), Alessandra (1961), o maestro e compositor Andrea (1964) e Giovanni Morricone (1966), cineasta que mora em Nova Iorque.
Morricone viveu na Itália a vida inteira e nunca desejou viver em Hollywood. Ele se descreveu como um esquerdista cristão, afirmando que ele votou na democracia cristã (DC) por mais de 40 anos e, após sua dissolução em 1994, ele se aproximou da coalizão central de esquerda. A The New York Times Magazine o listou entre centenas de artistas cujo material foi supostamente destruído no incêndio da Universal em 2008.
Morricone adorava xadrez, tendo aprendido o jogo quando tinha 11 anos. Antes de sua carreira musical decolar, ele jogou em torneios de clubes em Roma em meados da década de 1950. Seu primeiro torneio oficial foi em 1964, onde ganhou um prêmio na terceira categoria para amadores. Ele até foi treinado por 12 vezes campeão italiano IM Stefano Tatai por um tempo. Logo ficou ocupado demais para o xadrez, mas sempre mantinha um grande interesse no jogo e estimava seu pico de classificação ELO em quase 1700. Ao longo dos anos, Morricone jogou xadrez com muitos grandes nomes, incluindo os GMs Garry Kasparov, Anatoly Karpov, Judit Polgar e Peter Leko. Certa vez, ele segurou a GM Boris Spassky em empate em uma competição simultânea com 27 jogadores, onde Morricone foi o último.
Morreu no dia 6 de julho de 2020 em Roma, aos 91 anos, devido a complicações recorrentes de uma queda em sua casa. Após um funeral privado na capela do hospital, ele foi sepultado no Cimitero Laurentino.

## Discografia
Morricone vendeu mais de 70 milhões de discos em todo o mundo durante sua carreira, que durou sete décadas, incluindo 6,5 milhões de álbuns e singles na França, mais de três milhões nos Estados Unidos e mais de dois milhões de álbuns na Coreia do Sul. Em 1971, o compositor recebeu seu primeiro disco de ouro (disco d'oro) pela venda de 1 milhão de discos na Itália e uma "Targa d'Oro" pelas vendas mundiais de 22 milhões.
Colaborações selecionadas de longa data com diretores
| Diretor                              | Periodo   | No. de filmes | Filmes |
| ------------------------------------ | --------- | ------------- | --- |
| Mauro Bolognini (°1922–2001)         | 1967–91   | 15            | incluindo Le streghe, L'assoluto naturale, Un bellissimo novembre, Metello, The Venetian Woman e Farewell Moscow                                |
| Alberto Negrin (1940–)               | 1987–2013 | 13            | incluindo The Secret of the Sahara, Voyage of Terror: The Achille Lauro Affair and Il Cuore nel Pozzo                                           |
| Giuseppe Tornatore (1956–)           | 1988–2016 | 13            | incluindo Cinema Paradiso, The Legend of 1900, Malèna, Baaria e The Best Offer                                                                  |
| Giuliano Montaldo (1930–)            | 1967–2008 | 12            | incluindo Grand Slam, Sacco e Vanzetti, A Dangerous Toy, Marco Polo e Tempo di uccidere                                                         |
| Luciano Salce (1922–1989)            | 1959–66   | 11            | incluindo Il Federale, El Greco, Slalom e Come imparai ad amare le donne                                                                        |
| Aldo Lado (1934–)                    | 1971–81   | 9             | incluindo Chi l'ha vista morire?, Sepolta viva, L'ultimo treno della notte e L'umanoide                                                         |
| Roberto Faenza (1943–)               | 1968–95   | 8             | incluindo Escalation, Si salvi chi vuole, Copkiller and Sostiene Pereira                                                                        |
| Sergio Leone (1929–1989)             | 1964–84   | 8             | incluindo the Dollars Trilogy, Once Upon a Time in the West, Duck, You Sucker!, My Name Is Nobody and Once Upon a Time in America               |
| Sergio Corbucci (1927–1990)          | 1966–72   | 7             | incluindo Navajo Joe, The Hellbenders, The Mercenary, The Great Silence, Compañeros e Sonny and Jed                                             |
| Alberto De Martino (1929–2015)       | 1966–72   | 7             | incluindo Dirty Heroes, O.K. Connery e Holocaust 2000                                                                                           |
| Pier Paolo Pasolini (1922–1975)      | 1965–1975 | 7             | incluindo The Hawks and the Sparrows, Teorema, The Decameron, The Canterbury Tales, Arabian Nights and Salò, or the 120 Days of Sodom           |
| Elio Petri (1929–1982)               | 1968–79   | 7             | incluindo A Quiet Place in the Country, Investigation of a Citizen Above Suspicion, The Working Class Goes to Heaven and Todo modo              |
| Dario Argento (1940–)                | 1968–98   | 6             | incluindo The Bird with the Crystal Plumage, The Cat o' Nine Tails, Four Flies on Grey Velvet, The Stendhal Syndrome e The Phantom of the Opera |
| Carlo Lizzani (1922–2013)            | 1965–76   | 6             | incluindo Thrilling, Svegliati e uccidi, The Hills Run Red e San Babila-8 P.M.                                                                  |
| Sergio Sollima (1921–2015)           | 1966–73   | 6             | incluindo The Big Gundown, Faccia a faccia, Run, Man, Run, Città violenta e Revolver                                                            |
| Henri Verneuil (1920–2002)           | 1968–1979 | 6             | La Bataille de San Sebastian, Le clan des siciliens, Le Casse, Le Serpent e Peur sur la ville                                                   |
| Giulio Petroni (1917–2010)           | 1968–79   | 6             | incluindo Tepepa, A Sky Full of Stars for a Roof e Death Rides a Horse                                                                          |
| Bernardo Bertolucci (1940–2018)      | 1964–81   | 5             | incluindo Before the Revolution, Partner, Novecento e Tragedy of a Ridiculous Man                                                               |
| Pasquale Festa Campanile (1927–1986) | 1967–80   | 5             | incluindo The Girl and the General, When Women Had Tails, Hitch-Hike e Il ladrone                                                               |
| Damiano Damiani (1922–2013)          | 1960–75   | 5             | incluindo The Most Beautiful Wife, The Case Is Closed, Forget It and A Genius, Two Partners and a Dupe                                          |
| Quentin Tarantino (1963–)            | 2001–2015 | 6             | Kill Bill, Death Proof, Inglourious Basterds, Django Unchained* e The Hateful Eight                                                             |
| Duccio Tessari (1926–1994)           | 1965–90   | 5             | incluindo A Pistol for Ringo e The Return of Ringo                                                                                              |

## Premiações

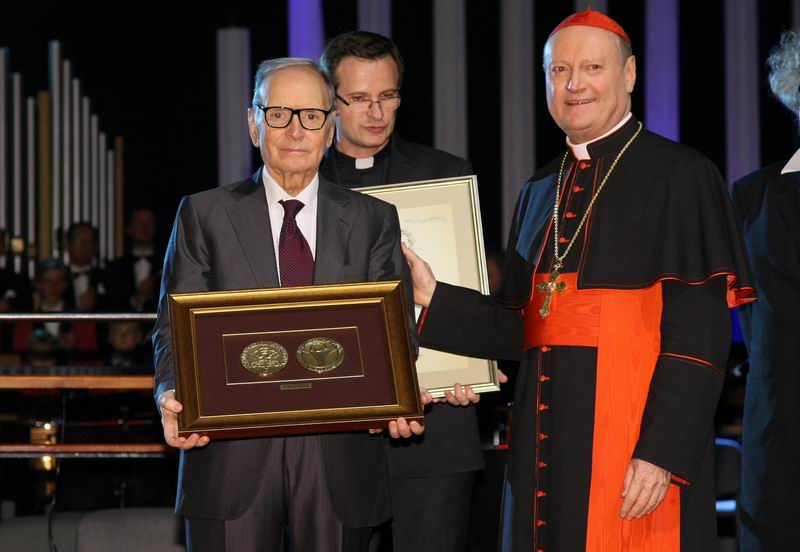
Morricone recebe a "Per Artem ad Deum Medal" do arcebispo Gianfranco Ravasi.

Morricone recebeu sua primeira indicação ao Óscar em 1979 pela trilha sonora de Days of Heaven (Terrence Malick, 1978). e a segunda por The Mission. Também recebeu indicações por: The Untouchables (1987), Bugsy (1991), Malèna (2000) e The Hateful Eight (2016). Em fevereiro de 2016, Morricone ganhou seu primeiro Óscar competitivo por The Hateful Oight.
Morricone e Alex North são os únicos compositores a receber o prêmio honorário da Academia desde sua introdução em 1928. Ele recebeu o prêmio em fevereiro de 2007, "por suas magníficas e multifacetadas contribuições para a arte da música cinematográfica".
Em 2005, quatro trilhas sonoras de Ennio Morricone foram nomeadas pelo American Film Institute para um lugar de honra no Top 25 das Melhores Partituras de Filmes Americanos de Todos os Tempos da AFI. Sua partitura para The Mission foi classificada em 23º na lista dos 25 melhores.
Morricone foi indicado sete vezes ao Grammy Award. Em 2009, a Recording Academy introduziu sua trilha sonora para The Good, the Bad and the Ugly (1966) no Grammy Hall of Fame.

### Lista de prêmios
- 1967 - Diapason d'or
- 1969 - Prémio Spoleto Cinema
- 1970 - Nastro d'Argento por Metti, una sera a cena
- 1971 - Nastro d'Argento por Sacco e Vanzetti
- 1972 - Cork Film International por La califfa
- 1979 - Oscar nomeado por Days of Heaven
- 1979 - Prémio Vittorio de Sica
- 1981 - Prémio della critica discografica por Il prato
- 1984 - Prémio Zurlini
- 1985 - Nastro d'Argento e BAFTA por Once Upon a Time in America
- 1986 - Oscar - nomeado, BAFTA e Golden Globe Award por The Mission
- 1986 - Prémio Vittorio de Sica
- 1988 - Nastro d'Argento, BAFTA, Grammy Award e Óscar Nomeação por The Untouchables
- 1988 - David di Donatello por Gli occhiali d'oro
- 1989 - David di Donatello por Nuovo Cinema Paradiso
- 1989 - Ninth Annual Ace Winner por Il giorno prima
- 1989 - Pardo d'Oro alla carriera (Locarno Film Festival)
- 1990 - BAFTA, Prix Fondation Sacem del XLIII Festival de Cannes e David di Donatello por Nuovo Cinema Paradiso
- 1991 - David di Donatello por Stanno tutti bene
- 1992 - Oscar - nomeado por Bugsy
- 1992 - Pentagramma d'oro
- 1992 - Prémio Michelangelo
- 1992 - Grolla d'oro alla carriera (Saint Vincent)
- 1993 - David di Donatello e Efebo d'Argento por Jonas che visse nella balena
- 1993 - Globo d'oro Stampa estera in Italia
- 1993 - Gran Prémio SACEM audiovisivi
- 1994 - ASCAP Golden Soundtrack award (Los Angeles)
- 1995 - Prémio Rota
- 1995 - Leão de Ouro de carreira
- 1996 - Prémio Cappelli
- 1996 - Prémio Accademia di Santa Cecilia
- 1997 - Prémio Flaiano
- 1998 - Columbus Prize
- 1999 - Erich Wolfgang Korngold Internationaler Preis für Film
- 1999 - Exsquibbidles
- 2000 - Golden Globe Award por The Legend of 1900 (1998)
- 2000 - David di Donatello por Canone inverso
- 2000 - Oscar - nomeado por Malèna
- 2003 - Golden Eagle Award por 72 Meters
- 2006 - Grand Officer award
- 2007 - Honorary Academy Award por carreira[2] - entregue por Clint Eastwood
- 2016 - Venceu o Golden Globe Award por The Hateful Eight
- 2016 - Oscar de Melhor Trilha Sonora por The Hateful Eight